# Тистла-де-Герреро (муниципалитет)
Тистла-де-Герреро (исп. Tixtla de Guerrero) — муниципалитет в Мексике, входит в штат Герреро. Население 37 300 человек.
Центр — город Тистла-де-Герреро.